# Saluto zoghista

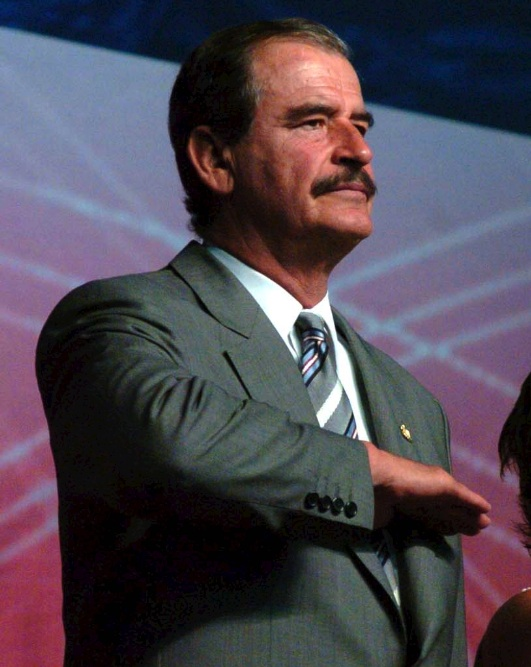
Vicente Fox, ex presidente del Messico, nell'atto di saluto alla bandiera.

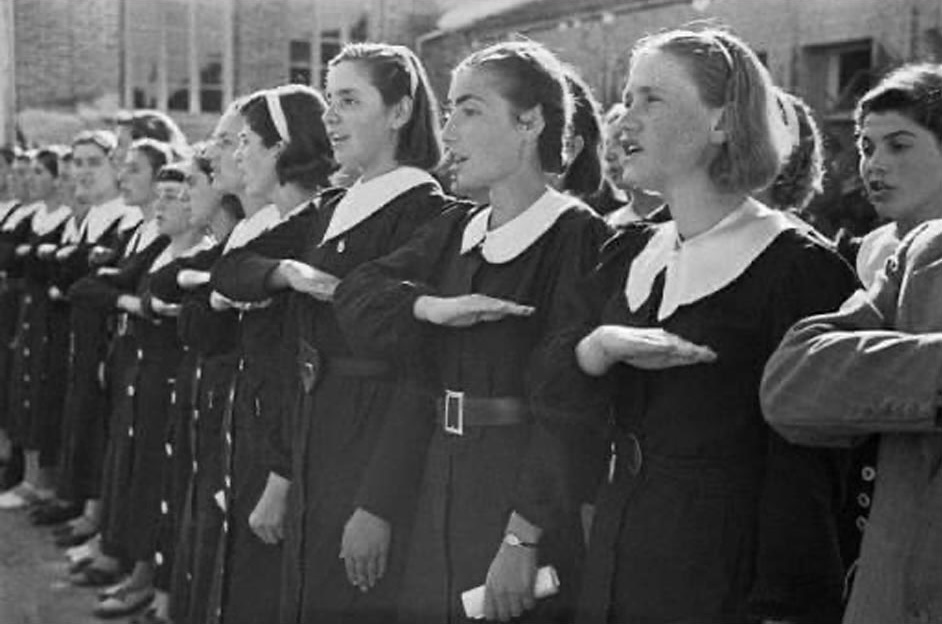
Giovani studentesse dell'Instituti Femnor "Nana Mbretneshë" eseguono il saluto zoghista

Il saluto zoghista è una forma di saluto militare originatasi in Albania utilizzato in forme simili anche dai civili di altri paesi. Esso consiste nel poggiare la mano destra all'altezza del cuore con il palmo della suddetta mano rivolto verso il basso.

## Storia
Il saluto zoghista fu istituito da re Zog I di Albania, dal quale prese il nome. All'inizio era utilizzato dalla polizia personale del re per poi essere adottato anche dal Regio Esercito Albanese.
Il saluto, durante il regime comunista di Enver Hoxha, era usato dai dissidenti per affermare la loro opposizione ed è tuttora diffuso tra i sostenitori degli Zogu e i monarchici albanesi in generale.

## Forme di saluto analoghe nel resto del mondo

### America
In America e soprattutto in Messico, un saluto analogo è rivolto dai civili alla bandiera nazionale.

### India
Una forma di saluto simile a quello zoghista è utilizzata in India dall'organizzazione Rashtriya Swayamsevak Sangh. Questo saluto è chiamato Sangh pranaam.